# Colposternus
Colposternus là một chi bọ cánh cứng thuộc họ Ptinidae.

## Phân loại
- Colposternus tenuilineatus